# Ашукин, Николай Сергеевич
Никола́й Серге́евич Ашу́кин (23 августа (4 сентября) 1890, Москва — 9 февраля 1972, там же) — русский советский поэт, литературный критик, литературовед, историк литературы, специалист в области московского краеведения.

## Биография
Родился 4 сентября 1890 года, в Москве в обедневшей купеческой семье. Окончил Мещанское училище Московского купеческого общества (1905), вольнослушателем учился в Московском археологическом институте (1910—1913). Служил в конторе винного завода Шустова (1905—1915). Одновременно работал в конторе журнала «Рампа и жизнь» (1913—1914). Некоторое время жил в Ярославле, когда стал секретарём редакции в издательстве К. Ф. Некрасова. К этому времени (1914—1916) относятся обширные литературные знакомства Ашукина: К. Д. Бальмонт, И. А. Белоусов, А. А. Блок, В. Я. Брюсов и многие другие.
До 1961 года, долгое время жил в бывшем ютановском доме на Малой Серпуховской улице (№ 6). С 24 октября 1941 года до осени 1943 года был в эвакуации в Ташкенте.
Умер 9 февраля 1972 года в Москве. Похоронен на Востряковском кладбище.

## Литературная деятельность
Дебютировал в печати в 1906 году рассказом «Егорка» в газете «Правда Божья»; в журнале «Тропинка» опубликовал стихотворение «Зимой». Стихи для детей, печатавшиеся в журналах «Родник», «Солнышко», «Проталинка», вошли позднее в книгу «Золотые былинки» (Москва, 1919).
Первый сборник поэзии «Осенний цветник» (Москва, 1914) вызвал доброжелательные отклики. Переводил из армянской, латышской, финской поэзии. После книги стихов «Скитания» (Москва, 1916) выпустил сборники стихов для детей «Золотые былинки» (Москва, 1919), «Песенки» (Москва, 1923), «Шкатулка с музыкой» (Москва, 1924), историческую повесть «Декабристы» (Москва, 1923). Стихотворения Ашукина были замечены Валерием Брюсовым: ещё до выхода первой книги его стихов, Ашукин был отмечен Премией имени С. Я. Надсона.
Выступал в печати с рецензиями в журналах «Путь», «Русская мысль», «Новом журнале для всех», газетах «Голос студента», «Студенческая жизнь» (среди прочих — на книги Анны Ахматовой, Марии Моравской, Каролины Павловой). С середины 1910-х годов публиковал преимущественно историко-литературные и библиографические работы, также очерки быта старой Москвы и статьи по литературному краеведению. Особенно широко известен как автор (в соавторстве с женой Марией Григорьевной, 1894—1980) неоднократно переиздававшегося сборника литературных цитат и образных выражения «Крылатые слова».

## Труды
- Осенний цветник: Стихотворения. — Москва: Куранты, 1914. — 58 с.
- Скитания: Вторая книга стихов (1913—1915). — Москва: Изд. К. Ф. Некрасова, 1916. — 82 с. — 500 экз.
- Золотые былинки: Стихи для детей. — Москва: Изд. т-ва И. Д. Сытина, 1919. — 48 с. — 8000 экз.
- Песенки. Рис. П. Алякринского. — Москва: Гиз, 1923. — 18 с. — 5000 экз.
- Декабристы. Историческая повесть. — Москва, ЗИФ, 1923.
- Библиография Блока. — Москва: «Новая Москва», 1923.
- А. Блок в воспоминаниях современников и в его письмах. — Москва, 1924.
- Пушкинские места в Москве и её окрестностях. Литературные экскурсии. — Москва, 1924.
- По грибоедовской Москве. — Москва, изд. Думнова, 1924.
- Красная площадь. — Москва, 1925. — 48 с. (Б-ка «Огонек» № 46). — 50 000 экз.
- Живой Пушкин. — Москва, «Современная Россия», 1926, 96 с.
- Декабристы. Историческая повесть. — М.,Т-во писателей, 1928.
- Валерий Брюсов. — М., 1929.
- Литературная мозаика. — Москва: «Московское товарищество писателей»,1931. — 212 с.
- Как работал Некрасов. — М., «Мир», 1933. — 96 с. (Как работали классики. Вып. 2). — 5 000 экз.
- Живой Пушкин. Статьи. — М., Т-во писателей, 1934
- Летопись жизни и творчества Н. А. Некрасова. — М.-Л., Academia, 1935.
- Как работал Пушкин — Москва: Радиоиздат, 1936 (тип. «Известия ЦИК СССР и ВЦИК»). — 13 с.
- Москва в жизни и творчестве Пушкина. — М., Московский рабочий, 1949 (2-е изд., испр. и доп. — СПб. : Гуманит. агентство «Акад. проект», 1998. — 348 с.)
- Ашукин Н. С. Пушкинская Москва. СПб.: Академический проект, 1998. 352 с. 3200 экз.
- Великий русский поэт А. С. Пушкин: Биогр. очерк. — М.: Воениздат, 1939. — 80 с. — (Б-ка красноармейца).
- Крылатые слова. Литературные цитаты. Образные выражения. (в соавторстве с женой — Ашукиной Марией Григорьевной; 5 изданий в 1955—1996 годах).
- Брюсов. — Москва: Молодая гвардия, 2006 (ЖЗЛ) ISBN 5-235-02675-6 (по материалом, собранным Ашукиным, подготовлена к печати его учеником Р. Л. Щербаковым).
- Летопись Москвы. 1147—1917 (не опубликована)
- около 60 очерков о быте старой Москвы (праздники, гуляния, театральная жизнь)
- Общая редакция сборников:
  - Пушкин в Болдине — Горьк. обл. изд., 1937. — 563 с.
  - Москва в жизни и творчестве А. С. Пушкина. — М.: «Московский рабочий», 1949. — 224 с.
  - Ушедшая Москва (1964)
- Архив села Карабиха. Письма Н. А. Некрасова и к Некрасову. — М.: Издательство К. Ф. Некрасова, 1916. — 312 с.
- Участие в составлении «Словаря к пьесам А. Н. Островского» под общей редакцией С. И. Ожегова (М.: Ред.-изд. фирма «Веста», 1993. — 246 с.)
- Участие в составлении «Хрестоматии по истории русского театра XVIII и XIX веков» под редакцией Г. М. Гояна. — Ленинград; Москва: Искусство, 1940. — 336 с.

## Семья
- Первая жена — Ольга Дмитриевна Наумова (1891 — 1971[6]). Брак продлился с 5 мая 1919 года по 2 марта 1936 года. О. Д. Наумова родилась в Витебске, окончила с золотой медалью женскую гимназию в г. Остров Псковской губернии. Вступила в партию эсеров, была секретаршей в канцелярии Учредительного собрания, секретарём управления делами 1-го Дома Советов ВЦИК в гостинице «Националь»; после получения диплома 2-го МГУ (1926) работала в библиотеках — Ленинской, Госплана, Толстовского музея, МГПИ; была главным библиографом Института Маркса-Энгельса-Ленина (1946—1956), получила персональную пенсию и жила в посёлке Кунцево (улица Правды, д. 19, кв. 15).
- Вторая жена — Мария Григорьевна Ашукина (урождённая Зенгер) (1894—1980), старшая дочь Г. Э. Зенгера. В первом браке у неё родилась дочь Елизавета А. Муравьёва (1922—2007), которая восстановила оригинальный текст книги Н. С. Ашукина «Пушкинская Москва» («Москва в жизни и творчестве А. С. Пушкина»). Вместе с мужем принимала участие в составлении сборника «Крылатые слова. Литературные цитаты. Образные выражения», выдержавшего 5 изданий в 1955—1988 гг.
- Отец — Сергей Алексеевич Ашукин (1854—1919), потомственный почетный гражданин. Мать — Мария Стефанова Яковлева, клинская мещанка[7].